# Барский, Руслан
Руслан Барский (ивр. רוסלן ברסקי‎; 3 января 1992) — израильский футболист, полузащитник тель-авивского «Маккаби».

## Карьера
Воспитанник тель-авивского «Маккаби». Профессиональную карьеру начал в клубе «Бней Иегуда», в составе которого дебютировал 21 октября 2012 года в матче чемпионата Израиля против «Бейтара». Всего отыграл за команду 5 матчей в высшей лиге и летом 2013 года покинул клуб. Следующие несколько лет Барский выступал за клубы второго дивизиона «Маккаби» (Хайфа), «Хапоэль» (Иерусалим) и «Бейтар Тель-Авив Рамла». Летом 2017 года вернулся в высшую лигу, подписав контракт с клубом «Хапоэль» (Хайфа). После удачного сезона в «Хапоэле» перешёл в «Маккаби» (Тель-Авив). Дебютировал за новый клуб 19 июля 2018 года, отыграв весь матч против венгерского «Ференцварош» во втором отборочном раунде Лиги Европы.